# Chileense presidentsverkiezingen 1827
De Chileense presidentsverkiezingen van 1829 vonden op 13 februari van dat jaar plaats. De verkiezingen werden gewonnen door de kandidaat van de Pipiolos (Liberalen), generaal Ramón Freire. Freire was de enige kandidaat en was naar voren geschoven door het Congres van Chili.

## Verkiezing van de President
| Kandidaat                                  | Kandidaat                                  | Kandidaat            | Partij   | Stemmen | Percentage |
| ------------------------------------------ | ------------------------------------------ | -------------------- | -------- | ------- | ---------- |
|                                            |                                            | Ramón Freire Serrano | Pipiolos | 37      | 77%        |
| Totaal                                     | Totaal                                     |                      |          | 48      | 100%       |
| Onthoudingen/ onjuist uitgebrachte stemmen | Onthoudingen/ onjuist uitgebrachte stemmen |                      |          | 11      | 23%        |

## Verkiezing van de Vicepresident
| Kandidaat                                  | Kandidaat                                  | Kandidaat               | Partij   | Stemmen | Percentage |
| ------------------------------------------ | ------------------------------------------ | ----------------------- | -------- | ------- | ---------- |
|                                            |                                            | Francisco Antonio Pinto | Pipiolos | 27      | 56%        |
| Totaal                                     | Totaal                                     |                         |          | 48      | 100%       |
| Onthoudingen/ onjuist uitgebrachte stemmen | Onthoudingen/ onjuist uitgebrachte stemmen |                         |          | 21      | 44%        |

## Bron
- (es)  Elección Presidencial 1829